# Homatropine methylbromide
Homatropine methylbromide is in tegenstelling tot homatropine en zijn zouten GEEN mydriaticum. Door de chemische structuur heeft het geen centrale effecten en de stof wordt zelfs niet opgenomen in de bloedsomloop. Het werkt lokaal in het maag-darmkanaal spasmolytisch. Let ook op de van homatropine afwijkende molaire massa.